# Oasis (Tangerine Dream)
Oasis is een studioalbum van Tangerine Dream. Het bevat de filmmuziek behorende bij de videofilm met de gelijknamige film uit 1997. Het was een documentaire over de natuur in het zuidwesten van de Verenigde Staten. Beelden uit die film waren te zien tijdens het concert dat TD gaf in de The MAX, Melkweg te Amsterdam. Het album en de video waren een vervolg op Canyon dreams.
Eind 1998 verscheen het album ook in de Dream Dice-box.

## Musici
- Edgar Froese, Jerome Froese – synthesizers, elektronica

## Muziek
| Nr. | Titel           | Duur |
| --- | --------------- | ---- |
| 1.  | Flashflood      | 7:00 |
| 2.  | Zion            | 5:43 |
| 3.  | Reflections     | 5:08 |
| 4.  | Cliff dwellers  | 5:06 |
| 5.  | Waterborne      | 7:20 |
| 6.  | Cedar breaks    | 5:08 |
| 7.  | Summer storm    | 6:06 |
| 8.  | Hopi Mesa heart | 5:53 |
| 9.  | Chia maroon     | 4:10 |

De laatstgenoemde track komt niet op alle versies voor.
CD1: Ambient monkeys ·
CD2: Atlantic bridges ·
CD3: Atlantic walls ·
CD4: Dream encores ·
CD5: The dream mixes ·
CD6: Dream mixes volume 2 ·
CD7: The Hollywood years, volume 1 ·
CD8: The Hollywood years, volume 2 ·
CD9: Oasis ·
CD10: Quinoa ·
CD11: Tournado ·
CD12: Transsiberia ·
CD13: Ça va – ça marche – ça ira encore